# Andrea Pellegrini
Andrea Pellegrini (født 7. november 1975 i Aarhus) er en dansk mezzosopran. Hun er datter af jazzmusiker Rolando Pellegrini (Rolly) og laborant Annelise Pellegrini (født Dahlgaard).

## Karriere
Andrea Pellegrini begyndte på klaver som syvårig og modtog sangundervisning som 17-årig. Hun gik på Det Kongelige Danske Musikkonservatorium fra 1998 til  2003 og fortsatte på Operaakademiet fra 2003 til 2006. 
Hun debuterede på Det Kongelige Teater i 2006 som Rosina i Barberen i Sevilla. Hun har bl.a. sunget Cherubino i Mozarts Tryllefløjten, Idamante i Idomeneo, Mercedes i Bizets Carmen, Suzuki i Puccinis Madame Butterfly og Adalgisa i Bellinis Norma i opsætninger på Det Kongelige Teater, Den Jyske Opera og Opera Hedeland. 
Hun har også optrådt som solist ved koncerter: 
- I oratorier af Bach
- Verdis Requiem
- Mozarts Requiem
- Dvořáks Requiem
- Pergolesis Stabat Mater
- Beethovens 9. symfoni
- Mahlers Des Knaben Wunderhorn og Kindertotenlieder
- Berlioz' Les Nuits d'Été

Andrea Pellegrini har desuden indspillet flere CD'er med Martin Hall, har optrådt med bandet tv·2 og er medstifter af tangoorkestret The Piazzolla Orchestra.
Hun har en søn f. 2000.

## Diskografi
Medvirker på:
- John Frandsen: Requiem (2014) Dacapo Records
- Poul Schierbeck: Opera Fête Galante (2013) Dacapo
- Youroland: Requiem Snow falls as snow (2013) Target Records
- Martin Hall: If Power Asks Why (2012) Panoptikon
- J. S. Bach: Christmas Oratorium (2008)
- Peder Gram: Orchestral Works Vol. 2 (2008) Dacapo
- Martin Hall: Hospital Cafeterias (2009) Panoptikon
- Martin Hall: Das mechanische Klavier (2004) Panoptikon
- Martin Hall: Camille (2002) MNW

## Priser og hædersbevisninger
- Roager Fondens talentpris (2005)
- Det danske Wagner-selskabs stipendium til unge sangere (2006) [1]
- Reumert Talentprisen (2007) [2]
- Musikanmelderringens kunstnerpris (2008) [3]
- Folmer Jensen's legat fra Tivoli (2009)
- Elisabeth Dons Mindelegat (2013) [4]
- Aksel Schiøtz-prisen (2013) [5]
- Very Clicquot Champagne Award (2013) [6]